# Direção da comunicação
A Direção da Comunicação ou fluxos da comunicação diz respeito às maneiras em que a comunicação pode fluir. Ela poder ser vertical ou lateral, podendo ainda subdividir mais no que tange a forma vertical em direções descendentes e ascendentes. A Comunicação Organizacional possui fluxos que dependem da estrutura da organização (organograma) e da tecnologia utilizada. Para otimizar a comunicação organizacional é essencial ter conhecimento desses fluxos e saber utilizá-los de acordo com a estrutura e a cultura organizacional. 
Sendo assim, os tipos ou fluxos de comunicação são baseados na direção em que esta é dada. 
As redes de comunicação podem ser formais, originárias dos chamados fluxos oficiais, ou seja, emitidos pelo setor de comunicação. Outro exemplo seria o conselho editorial e o comitê de colaboradores. Já como rede informal podemos citar os grupos de WhatsApp que são formados sem ser a partir de uma iniciativa corporativa.  Ainda segundo Pimentel (2018),  além das redes, os fluxos podem ser mapeados, pois impactam na forma como a informação percorre os diferentes setores da empresa.

## Direção da Comunicação
Quando se pensa na comunicação dentro de uma organização, observa-se que esta poderá ter diversos fluxos visto que a comunicação é multidirecional e irá basear-se de acordo com a estrutura da empresa.
Todas as organizações possuem uma estrutura, uma hierarquia a ser seguida. Esta formação é representada muitas vezes por uma ferramenta chamada organograma que permite apresentar por meio de uma única imagem toda a disposição de departamentos e cargos de uma empresa .
As empresas têm no fluxo de informações o elo que une e coordena os componentes, ou seja, é através das informações que as organizações se norteiam fazendo a integração de suas partes e se solidificam no mercado 
Neste sentido, divide-se o processo de comunicação, quanto ao movimento, em duas partes, comunicação vertical, subdividida em ascendente e descendente, e a horizontal, também conhecida como lateral:

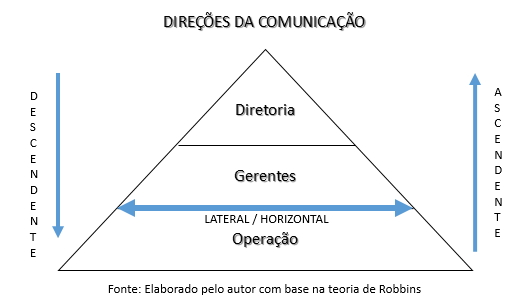
Maneiras como a comunicação se direciona dentro de uma organização.

## Comunicação Descendente ou Para Baixo
O fluxo descendente representa a transmissão de informações da cúpula para a base da organização, isto é, quando alguém de posição superior transmite uma informação para alguém de uma posição inferior. A comunicação descendente possui o papel de influenciar, pois sendo uma comunicação vinda de cima para baixa tem como objetivo fazer com que sejam seguidas as orientações dadas pelos níveis superiores aos níveis inferiores. Por exemplo, implementar um objetivo, instrui um trabalho, adotar novas práticas ou procedimentos, aplicar feedback, entre outros.

## Comunicação Ascendente ou Para Cima
O fluxo de comunicação ascendente representa a transmissão de informações da base da organização para a cúpula. Neste caso, utiliza-se como exemplo um funcionário que envia um e-mail para sua gestora, demonstrando assim uma comunicação para cima.. 
A comunicação ascendente ela possui o papel de interpretar, desta maneira usa-se esse tipo de comunicação para sugerir melhorias, fazer relatórios sobre desempenho, relatar queixas, informações financeiras, problemas, entre outros. É a partir da comunicação para cima que os dirigentes obtêm informações, geralmente através de relatórios, a respeito do desempenho de seus colaboradores, dados de produção e controle de qualidade . 

## Comunicação Lateral ou Horizontal
Tão importante quanto os demais tipos de comunicação, pode-se conceituar a comunicação horizontal ou lateral como aquela que se desenvolve entre os membros de um mesmo grupo, grupos do mesmo nível, administradores do mesmo nível ou entre quaisquer pessoas de horizontalidade equivalente,. Ou seja, o fluxo de comunicação horizontal representa a transmissão de informações entre integrantes da organização que estejam no mesmo nível hierárquico, mas também pode ser utilizada por níveis hierárquicos diferentes, porém que se comuniquem de forma diagonal ou lateral.
Na forma diagonal a comunicação ocorrerá com pessoas de status mais elevados ou mais baixos que trabalhem em outros departamentos, enquanto que que na forma lateral a comunicação ocorrerá com pessoas que possuam igual status, mas trabalhem em outros departamentos.
A comunicação horizontal é utilizada no sentido de coordenação, que pode ser de: atividades no geral, questões interdepartamentais, solução de problemas .
Por ser entre colaboradores de mesmo nível esta é a mais frequente, pois ela dá suporte as quaisquer atividades cotidianas na organização e por estarem em contato mais direto ela é mais clara, simples e tende a ser mais rápida que a comunicação formal. O único inconveniente é que este tipo de comunicação que também é chamada de rede informal é propensa a se transformar no chamado “rádio corredor”.

## Estudo de Caso
Para exemplificar na pratica o contexto deste artigo realizamos um estudo de caso na rede de supermercado Carrefour afim de demonstrar os fluxos da comunicação no seu dia a dia.
Para Robbins o fluxo de comunicação pode estar presente em alguns canais formais de comunicação como, por exemplo, as caixas de sugestão, os murais internos e até mesmo nas pesquisas de clima organizacional.
Desta maneira, por meio de uma breve pesquisa realizada com cinco caixas e uma fiscal de caixa da rede de supermercados, questionamos quando algo não está correto ou quando elas precisam de ajuda com quem costumam conversar. As cinco caixas informaram que costumam conversar primeiramente com a fiscal de caixa ou com o supervisor de loja na ausência desta, além de tirarem dúvidas entre si para questões mais rápidas.
Com isso observou-se a existência de fluxos ascendentes no que diz respeito a procurarem pela fiscal de caixa ou com o supervisor de loja que trata-se de alguém acima das caixas na hierarquia, assim como também o fluxo lateral quando dizem que tiram dúvidas entre si para buscar soluções rápidas.
Posteriormente questionou-se de que maneira elas tinham informações da diretoria da rede sobre as decisões tomadas, mudanças, metas e objetivos. As seis entrevistadas informaram que tais informações lhe são passadas por meio de comunicados internos via intranet da empresa, ou diretamente pelo seu superior.
Esta informação permitiu identificar a presença do fluxo descendente de informações, que são aquelas, conforme Robbins, passadas do escalão mais alto para o mais baixo da organização.
Por fim, questionou-se as entrevistadas se elas se relacionavam com outros departamentos dentro da rede de supermercados e todas informaram que sim, pois disseram que possuem uma relação aberta com todas as outras áreas. Quando questionadas qual departamento elas mais procuravam para algum tipo de auxilio, o RH foi unanime entre as cinco, pois periodicamente buscam tirar dúvidas sobre vencimentos e benefícios.
Esta relação com outras áreas demonstrou a participação do fluxo diagonal dentro da rede Carrefour, conforme apresentado por Robbins.
Desta forma, verifica-se que a rede de supermercado escolhida utiliza-se de todas as formas dos fluxos de comunicação, reconhecendo assim a comunicação como um importante elemento de integração e desenvolvimento organizacional.